# Joaquín García-Morato
Joaquín García-Morato y Castaño (Melilla, 4 maggio 1904 – Griñón, 4 aprile 1939) è stato un militare e aviatore spagnolo.
Asso degli assi dell'aviazione nazionalista durante la guerra civile, è accreditato di 40 vittorie, di cui tre conquistate volando a bordo di un Heinkel He 51 e 36 con il Fiat C.R.32 Chirri. Per questo eccezionale risultato venne insignito del titolo nobiliare di Conte di Jarama.

## Biografia
Nacque a Melilla il 4 maggio 1904, figlio del maggiore di fanteria José García-Morato Cánovas. All'età di 16 anni entrò nell'accademia di fanteria di Toledo, e dopo essere stato promosso al grado di tenente nel 1923 fu mandato a prestare servizio presso il protettorato spagnolo del Marocco. Il 24 dicembre 1924 suo padre scomparve in Marocco durante un'azione di guerra contro i ribelli riffani guidati da Abd el-Krim. Nel 1925 fece domanda per essere ammesso a frequentare il corso per diventare pilota militare di aeroplano, al termine del quale ritornò in Marocco, assegnato al Gruppo aereo di Melilla equipaggiato con velivoli de Havilland DH.9A e Bristol F.2B Fighter. Presso questo reparto partecipò a 57 azioni di guerra, totalizzando 100 ore di volo. Nel 1927, dopo la fine della ribellione, frequentò il corso per pilota di idrovolanti, al termine del quale entrò in servizio presso l'idroscalo di Melilla-Atalayón. Il 24 ottobre 1928 rimase ferito in incidente di volo, venendo ricoverato presso l'ospedale militare di Carabanchel fino alla completa guarigione. 
Circa un anno dopo riprese il servizio attivo, frequentando i corsi di osservatore e di addestramento al bombardamento presso la base aerea di Los Alcázares. Nel 1930 fu nominato istruttore presso la Scuola di pilotaggio di Guadalajara, passando l'anno successivo presso la Scuola di pilotaggio di Alcalá de Henares.

### L'avvento della Seconda Repubblica spagnola
Dopo l'esilio del Re Alfonso XIII e la costituzione, dal 14 aprile 1931, della seconda repubblica spagnola l'aeronautica militare assunse la denominazione di Fuerzas Aéreas de la República Española.
Nel 1934 prese parte alle operazioni aeree per la repressione della rivolta dei minatori nelle Asturie. 
Nel 1935 venne elevato al grado di capitano, mandato temporaneamente a prestare servizio presso il Ministero dell'interno, passando successivamente, come istruttore, alla Escuela de Vuelo y Combate. In quegli anni pubblicò due libri di carattere aeronautico: Vuelo sin visibilidad exterior e Acrobacia Aérea, e in qualità di esperto pilota acrobatico venne spesso invitato a prendere parte a concorsi e festival aeronautici. Con l'avvento al potere del Fronte Popolare nel febbraio 1936 fu allontanato dall'aviazione, destinato a prestare servizio presso il 18º Reggimento di fanteria di Gerona, Catalogna. Dopo qualche tempo riprese servizio presso l'aviazione militare, mandato, in qualità di istruttore, presso la Scuola di volo di Guadalajara.

### Le fasi iniziali della guerra civile

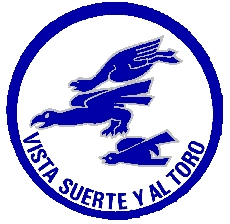
Emblema della Patrulla Azul.

Mentre si trovava a Londra, in Inghilterra per prendere parte ad una esibizione aerea, il 18 luglio 1936 venne sorpreso dal colpo di stato nazionalista del generale Francisco Franco, e ritornò immediatamente in Spagna per unirsi agli insorti. Assegnato ad una unità da caccia nel successivo mese di agosto, prese parte da subito a missioni operative sul fronte dell'Andalusia. Reclamò la sua prima vittoria aerea il 12 agosto quando volando a bordo di un Nieuport-Delage NiD-52 abbatté un Vickers Vildebeest repubblicano che precipitò vicino ad Antequera (Malaga). Il 18 agosto reclamò altre due vittorie, per arrivare a quattro il 2 settembre.
In quello stesso mese di settembre conseguì l'abilitazione al pilotaggio dei nuovi caccia Fiat C.R.32 che stavano arrivando dall'Italia. Divenne ufficialmente asso il giorno 11 settembre, primo pilota spagnolo a conseguire tale titolo, quando ottenne la sua quinta vittoria. Nel mese di dicembre costituì, unitamente ai piloti Narciso Bermúdez de Castro e Julio Salvador Díaz-Benjumea, la "Patrulla Azul" che operò in forma autonoma equipaggiata con tre caccia C.R.32. Nel febbraio del 1937, nel pieno della battaglia del Jarama, l'Aviazione Legionaria italiana rifiutò, a causa delle pesanti perdite subite fino ad allora, di scortare i gruppi da bombardamento nazionalisti, equipaggiati con gli Ju 52, sopra le linee nemiche. A causa di ciò il 16 febbraio la caccia repubblicana abbatté lo Ju-52 pilotato dal capitano José Calderón Gaztelu che aveva ordinato al suo gruppo di effettuare la missione senza scorta di caccia. Chiamato a colloquio a Salamanca dal capo dell'Aviación Nacional, generale Alfredo Kindelán Duany, Morato ricevette l'ordine di entrare, con la sua pattuglia, a far parte di una squadriglia da caccia dell'Aviazione Legionaria per proteggere i bombardieri nazionalisti. Il 18 febbraio 1937, durante la battaglia per Jarama, la Patrulla Azul e altri 21 CR.32 italiani, scortarono tre Ju 52. Come da ordini, i piloti italiani non oltrepassarono la linea del fronte per proteggere i bombardieri sopra il territorio controllato dal nemico così la Patrulla Azul proseguì da sola la scorta dei bombardieri. Superata la linea del fronte, i tre spagnoli vennero attaccati da 36 caccia repubblicani I-15 russi. La Patrulla Azul attaccò frontalmente i caccia repubblicani, scompaginando l'attacco nemico. Morato colpì un primo I-15 che cadde in spirale, con una scia di fumo. Immediatamente dopo, evitò di essere abbattuto da un altro caccia nemico che lo stava inseguendo e colpì un secondo I-15: il pilota repubblicano alzò le braccia e crollò nella cabina di pilotaggio. Poi improvvisamente i caccia repubblicani si allontanarono  mentre la Patrulla Azul veniva raggiunta dai caccia italiani al comando del capitano Guido Nobili, che disobbedendo agli ordini ricevuti, oltrepassò la linea del fronte per portargli aiuto, seguito dal resto della squadriglia. Per questa azione fu ricompensato con la concessione della Cruz Laureada de San Fernando a titolo individuale, la massima decorazione militare spagnola.

### La costituzione del Grupo Morato

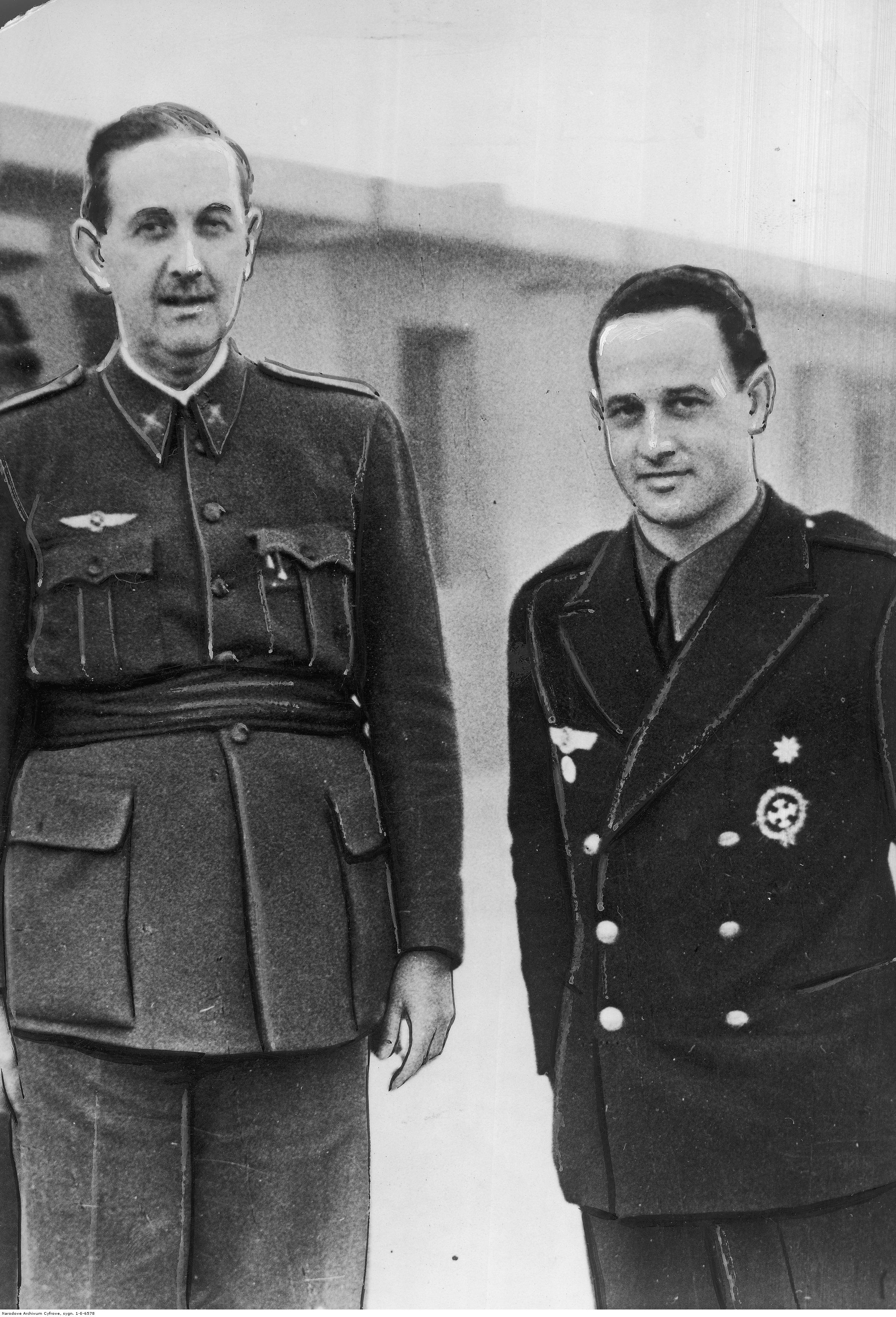
Il generale Alfredo Kindelán Duany (a sinistra), fotografato con il capitano Joaquín García-Morato y Castaño insignito della Cruz Laureada de San Fernando.

Il 25 febbraio dello stesso anno fu abilitato a svolgere le funzioni di Comandante de Aviación, anche se era ancora un capitano. Nel mese di aprile la Patrulla Azul venne trasformata nella Escuadrilla de Caza 1-E-3, ed egli ne assunse il comando. Poche settimane dopo venne costituita la Escuadrilla de Caza 2-E-3 al comando del capitano Ángel Salas Larrazábal, e le due unità andarono a costituire il Grupo de Caza 2-E-3 di cui assunse il comando.
Nel luglio 1937, in seguito a un massiccio attacco delle forze Repubblicane, nel settore di Brunete, all'estrema sinistra del Corpo d'Armata Nazionalista di Madrid, ebbero luogo alcune delle più violente battaglie aeree del conflitto. Il 14 dello stesso mese, la squadriglia di Morato (accompagnato da Salvador, Aristides e Guerrero) intercettò uno stormo di Polikarpov R-Z Natasha scortato da I-16. I piloti nazionalisti si lanciarono in picchiata attraverso la scorta, che si disperse in ogni direzione, e attaccarono gli R-Z, abbattendone cinque (due vennero attribuiti allo stesso Morato).
Nel mese di settembre, Morato cedette il comando del Gruppo a Salas Larrazábal, per partecipare ad una missione ufficiale in Italia.
Nel mese di dicembre, con la consegna di 23 nuovi caccia C.R.32, vennero formate due nuove squadriglie, la 3-E-3 e la 4-E-3 che andarono a costituire un nuovo gruppo da caccia, il 3-G-3, sotto il comando di José Ibarra Montis. Alla fine del 1937 fu costituita la I Brigada Aérea Hispana, composta da tre Escuadras di bombardieri e una di caccia posta sotto il suo comando. Nel corso del 1938 entrambi i gruppi da caccia passarono da due a tre squadriglie ciascuno, prendendo parte a tutte le grandi battaglie verificatesi nel corso dell'anno, ed egli continuò ad accumulare vittorie. Nel mese di luglio ricevette una buona notizia, i fratelli Vincent e Ricardo García-Morato, di cui non sapeva nulla dal 1936, erano riusciti a fuggire dal territorio controllato dai repubblicani, raggiungendo quello nazionalista.

### La morte
Nel mese di aprile del 1939, terminata la guerra, era accreditato dell'abbattimento di 40 aerei nemici certi oltre a 12 probabili, compiuto più di 1.012 ore di volo, in 511 missioni di guerra e di aver partecipato a 140 combattimenti aerei. Il 4 aprile, mentre effettuava una esibizione aerea sull'aeroporto di Griñon a bordo del caccia Fiat C.R.32bis matricola 3-51, l'aereo urtò il suolo durante un passaggio a bassissima quota, schiantandosi al suolo. Il pilota decedette sul colpo, a 36 anni di età, lasciando la moglie e quattro figlie. Quello stesso giorno il suo amico José Ibarra Montis morì in un incidente aereo mentre volava a bordo di un bombardiere Dornier Do 17. Pochi giorni dopo la bara con le sue spoglie attraversò la Spagna, omaggiata dalla popolazione, per arrivare a Malaga, dove sarebbe stata tumulata. In sua memoria Benito Mussolini gli assegnò la Medaglia d'oro al valor militare alla memoria, massima decorazione militare italiana.
Il 2 agosto 1939, ad appena quattro mesi dalla sua morte, un bombardiere Heinkel He 111, con tre aviatori a bordo, si schiantò nella provincia di Malaga, uccidendo tutti i suoi occupanti. Tra di essi vi era suo fratello Ricardo che, pur essendo un pilota di caccia, volava a bordo in qualità di passeggero.

### Annotazioni
1. ↑  Il 21 febbraio 1929 venne raggiunto in ospedale dal fratello, il tenente di fanteria Antonio García-Morato, rimasto gravemente ferito mentre frequentava, come allievo osservatore aereo il corso di pilotaggio, presso la Scuola di volo di Guadalajara. Schiantatosi al suolo durante un volo di addestramento, morì per le ferite riportate il 1 marzo 1929.
2. ↑  Si trattava di un caccia Nieuport-Delage NiD-52 e un bombardiere Potez 540.
3. ↑  Si trattava di un caccia NiD-52.
4. ↑  Con quello stesso modello di aereo volò per tutto il resto del conflitto-.
5. ↑  Si trattava di un caccia NiD.52.
6. ↑  La Escuadra da caccia era composta dalle Escuadrille de Caza 2-G-3 e 3-G-3.
7. ↑  Il fratello Ricardo, che prima dello scoppio della guerra studiava presso l'Università di Madrid civile, fu selezionato dalla Jefatura del Aire per partecipare ad un corso per diventare pilota di aeroplano, mentre Vicente, studente del quarto anno di Medicina, venne arruolato per servire come medico di guarnigione nell'aviazione.
8. ↑  Secondo i testimoni tale passaggio fu effettuato a favore delle cineprese dei cinegiornali.

### Fonti
1. 1 2  Beevor 1983, p. 244.
2. 1 2 3 4  Shores 1983, p. 49.
3. 1 2 3 4 5 6 7 8  Logoluso 2010, p. 13.
4. 1 2 3 4 5  Ufficio Storico dell'Aeronautica Militare 1969, p. 286.
5. 1 2 3 4 5 6 7 8 9 10 11 12 13 14  Logoluso 2010, p. 14.
6. 1 2 3 4  Logoluso 2010, p. 34.
7. 1 2  Logoluso 2010, p. 36.
8. 1 2 3 4 5 6 7  Logoluso 2010, p. 37.
9. ↑  Jackson 1979, p .7.
10. ↑  Jackson 1979, p .8.
11. ↑  Jackson 1979, p. 9.
12. 1 2  Logoluso 2010, p. 38.
13. 1 2 3 4 5  Logoluso 2010, p. 41.
14. ↑  Logoluso 2010, p. 11.
15. ↑  Jackson 1979, p. 17.
16. ↑  Jackson 1979, p. 18.
17. ↑  Logoluso 2010, p. 43.
18. ↑  Bollettino Ufficiale 1939, suppl.04, pag.1